# 5-デヒドロ-2-デオキシホスホグルコン酸アルドラーゼ
5-デヒドロ-2-デオキシホスホグルコン酸アルドラーゼ(5-dehydro-2-deoxyphosphogluconate aldolase、EC 4.1.2.29)、以下の化学反応を触媒する酵素である。
5-デヒドロ-2-デオキシ-D-グルコン酸-6-リン酸{\displaystyle \rightleftharpoons }ジヒドロキシアセトンリン酸 + マロン酸セミアルデヒド
従って、この酵素の基質は5-デヒドロ-2-デオキシ-D-グルコン酸-6-リン酸のみ、生成物はジヒドロキシアセトンリン酸（グリセロンリン酸）とマロン酸セミアルデヒドの2つである。
この酵素はリアーゼ、特に炭素-炭素結合を切断するアルデヒドリアーゼに分類される。系統名は、5-デヒドロ-2-デオキシ-D-グルコン酸-6-リン酸 マロン酸セミアルデヒドリアーゼ (グリセロンリン酸形成)(5-dehydro-2-deoxy-D-gluconate-6-phosphate malonate-semialdehyde-lyase (glycerone-phosphate-forming))である。他に、phospho-5-keto-2-deoxygluconate aldolase、5-dehydro-2-deoxy-D-gluconate-6-phosphate、malonate-semialdehyde-lyase等とも呼ばれる。